# CSM Studențesc Iași
A CS Municipal Studențesc Iași egy román labdarúgócsapat, amely a román labdarúgó-bajnokság első osztályában szerepel. Székhelye Jászvásárban található.

## Története
2010 augusztusában a Tricolorul Breaza és a Navoby Iaşi összeolvadásából jött létre a ACSMU Politehnica Iaşi, majd 2011-ben felvette a mai napig használt Clubul Sportiv Municipal Studentesc Iaşi nevet. A 2011-12-es szezonban Florin Punea lett a klub elnöke, ami nagy változást hozott a csapat életében. Az idény végén sikerült feljutni a Liga I-be. Első idényében a 17., kieső helyen végeztek az első osztályban, majd egy év után, egy újabb másodosztályú bajnoki címet követően visszajutottak az élvonalba. 2014-től a csapat tagja a magyar Bőle Lukács is. A 2015-16-os idény végén kiharcolták az Európa-liga indulás jogát. Az Iași legnagyobb riválisa az FC Vaslui.

## Sikerei, díjai
- Liga II
  - Bajnok (2): 2011-12, 2013-14

## Külső hivatkozások
- CS Municipal Studenţesc Iaşi official website
- CS Municipal Studenţesc Iaşi at Soccerway.com